# Bear River, Algonquian
Bear River Indijanci.-Pleme Algonquian Indijanaca, možda dio Machapunga,  naseljen u ranom 18. stoljeću u Sjevernoj Karolini, današnji okrug Crawen. Lawson koji ih je susreo 1709. navodi da su imali tek jedno naselje zvano Raudauqua-quank, procijenivši im broj na oko 50 muškaraca (ratnika).  Prema Mooneyu (1928.) oni i pleme Pamlico imali su 1600. oko 1.000 osoba. Hawks u svojoj ‘Historiji', (1858-9)  drži da su ogranak Neuse Indijanaca, nije priznato. Rights (1947.) naziva ovo pleme Bear River ili Bay River Indians, prema njemu (Douglas L. Rights) bili su saveznici Tuscarora. 1750. godine ovo pleme već se vodi kao nestalo.
Plemena obalsnih Algonkina Bear River,  Chowan, Hatteras, Machapunga, Moratok, Pamlico, Secotan i Weapemeoc iz North Caroline, uglavnom su bili orijentirani prema vodi i ribolovu, te lovu i sakupljanju.  

## Vanjske poveznice
- Bear River Indian Tribe
- NORTH AMERICAN INDIAN - POPULATION RECORDS